# Rohdea japonica
Espèce
Classification APG IV (2016)
Rohdea japonica est une espèce de plantes à fleurs de la famille des Asparagaceae originaire du Japon, de Chine et de Corée,,,. Son nom vernaculaire est « lis sacré », « lis japonais » ou encore « lis sacré japonais ».
C'est une plante vivace herbacée rhizomateuse, aux racines fibreuses. Les feuilles sont persistantes, larges lancéolées, de 15–50 cm de long et 2,5–7 cm de large, avec un sommet aigu. Les fleurs sont produites dans un épi court, robuste et dense de 3–4 cm de long, chaque fleur jaunâtre pâle, de 4–5 mm de long. Le fruit est une baie rouge de 8 mm de diamètre, très ornementale, poussant en grappe.

## Culture et usages

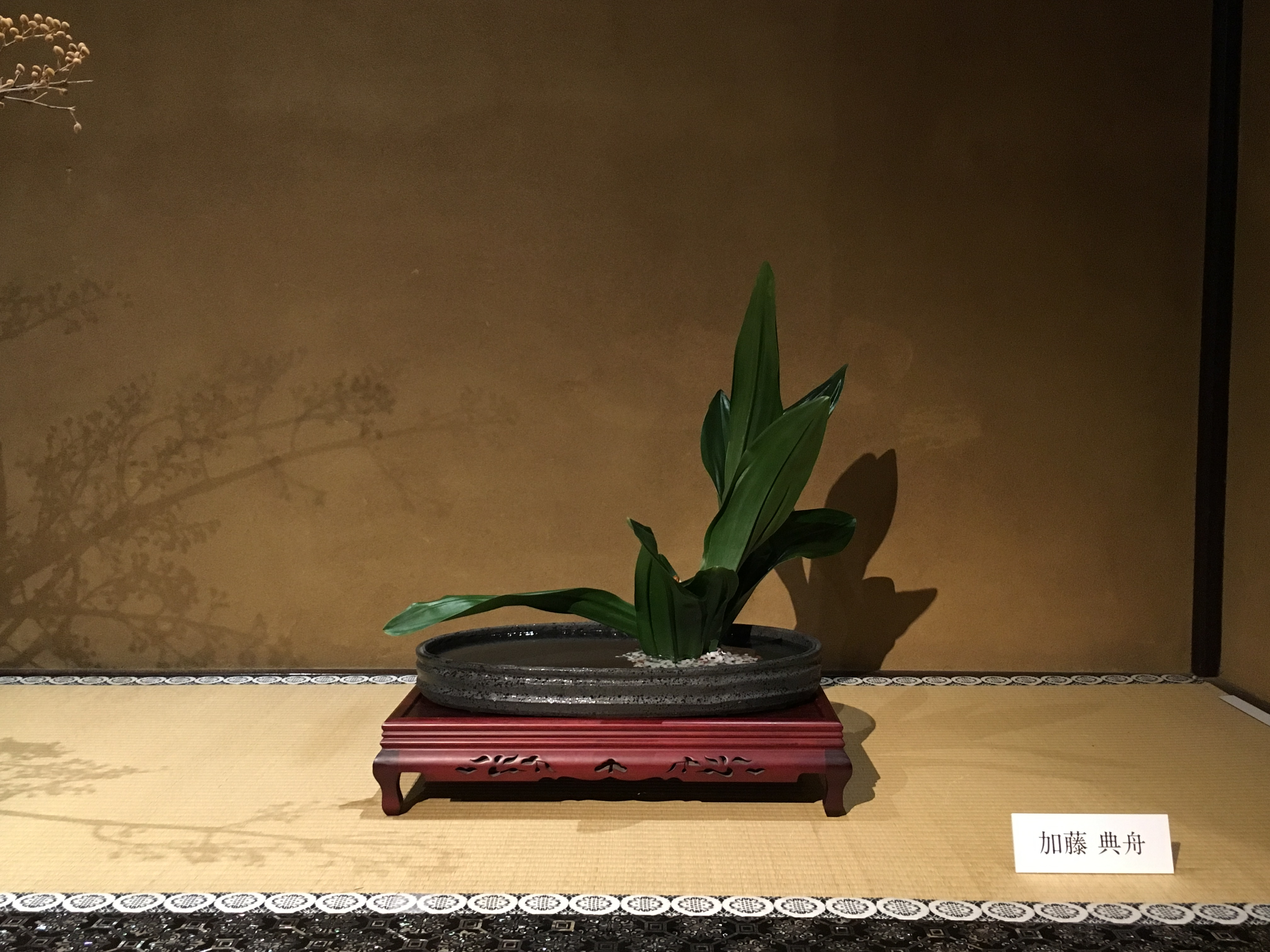
Arrangement traditionnel de l'école Kinka Ikenobō mettant en scène un omoto (Rohdea japonica).

Cette plante, cultivée comme plante ornementale, est recherchée pour ces nombreux cultivars. Elle s'appelle « omoto » en japonais et « wan nian qing » en chinois.
Cette plante est également utilisée dans la médecine traditionnelle chinoise, bien qu'elle soit généralement considérée comme non comestible et peut-être toxique.

## Position taxinomique
Cette espèce est, comme le genre, placée actuellement dans la famille des Asparagacées, sous-famille des Nolinoideae.
Elle compte des synonymes :
- Orontium japonicum Thunb. in J.A.Murray
- Orontium liliifolium Salisb.
- Rohdea esquirolii H.Lév.
- Rohdea sinensis H.Lév.
- Rohdea japonica var. latifolia Hatus.